# Carex mucronulata
Carex mucronulata är en halvgräsart som beskrevs av Holmb. Carex mucronulata ingår i släktet starrar, och familjen halvgräs. Inga underarter finns listade i Catalogue of Life.